# Microhoria mylabrina
Microhoria mylabrina là một loài bọ cánh cứng trong họ Anthicidae. Loài này được Gené miêu tả khoa học năm 1839.